# Mundo Novo (kommun i Brasilien, Mato Grosso do Sul)
Mundo Novo är en kommun i Brasilien.   Den ligger i delstaten Mato Grosso do Sul, i den södra delen av landet, 1 100 km sydväst om huvudstaden Brasília. Antalet invånare är 17 035. Arean är 479 kvadratkilometer.
Terrängen i Mundo Novo är platt.
Trakten runt Mundo Novo består i huvudsak av gräsmarker. Runt Mundo Novo är det ganska glesbefolkat, med 34 invånare per kvadratkilometer.